# Bill Haley
 William John Clifton (Bill) Haley (Highland Park, Michigan, 6 juli 1925 – Harlingen, Texas, 9 februari 1981) was een Amerikaans rock-'n-rollzanger. Hij is, samen met zijn groep Bill Haley & His Comets, vooral bekend van het nummer Rock Around the Clock, dat in 1954 werd uitgebracht.

## Levensloop
Haley werd als kind thuis omringd met muziek: zijn vader speelde banjo en zijn moeder speelde piano. In 1938 begon hij met optreden. Toen zong hij en speelde daar gitaar bij. Op 22-jarige leeftijd trouwde hij met Dorothy Crowe.
Met zijn begeleidingsband speelde Haley aanvankelijk zuidelijke country (hillbilly). Maar vanaf begin jaren vijftig vermengde hij steeds meer zwarte rhythm & blues-elementen in zijn muziek, waardoor een nieuwe, opzwepende sound ontstond. Die stijl bleek onverwachts aan te slaan bij blanke (en rijkere) jongeren in het noorden. Haley vertrok naar New York waar hij op 12 april 1954 met zijn band The Comets het nummer Rock around the clock opnam. Het werd de eerste nummer 1-hit voor een rock 'n' roll-nummer. Door de controversiële film Blackboard Jungle uit 1955, waarin Haleys nummer was opgenomen, verspreidde de rock-'n-roll zich snel over de wereld. Met zijn herkenbare geluid scoorde Haley in de jaren erna aan de lopende band hits. Zo werd zijn cover van See You Later, Alligator, waarmee Bobby Charles slechts een klein succesje had behaald, een grote hit.

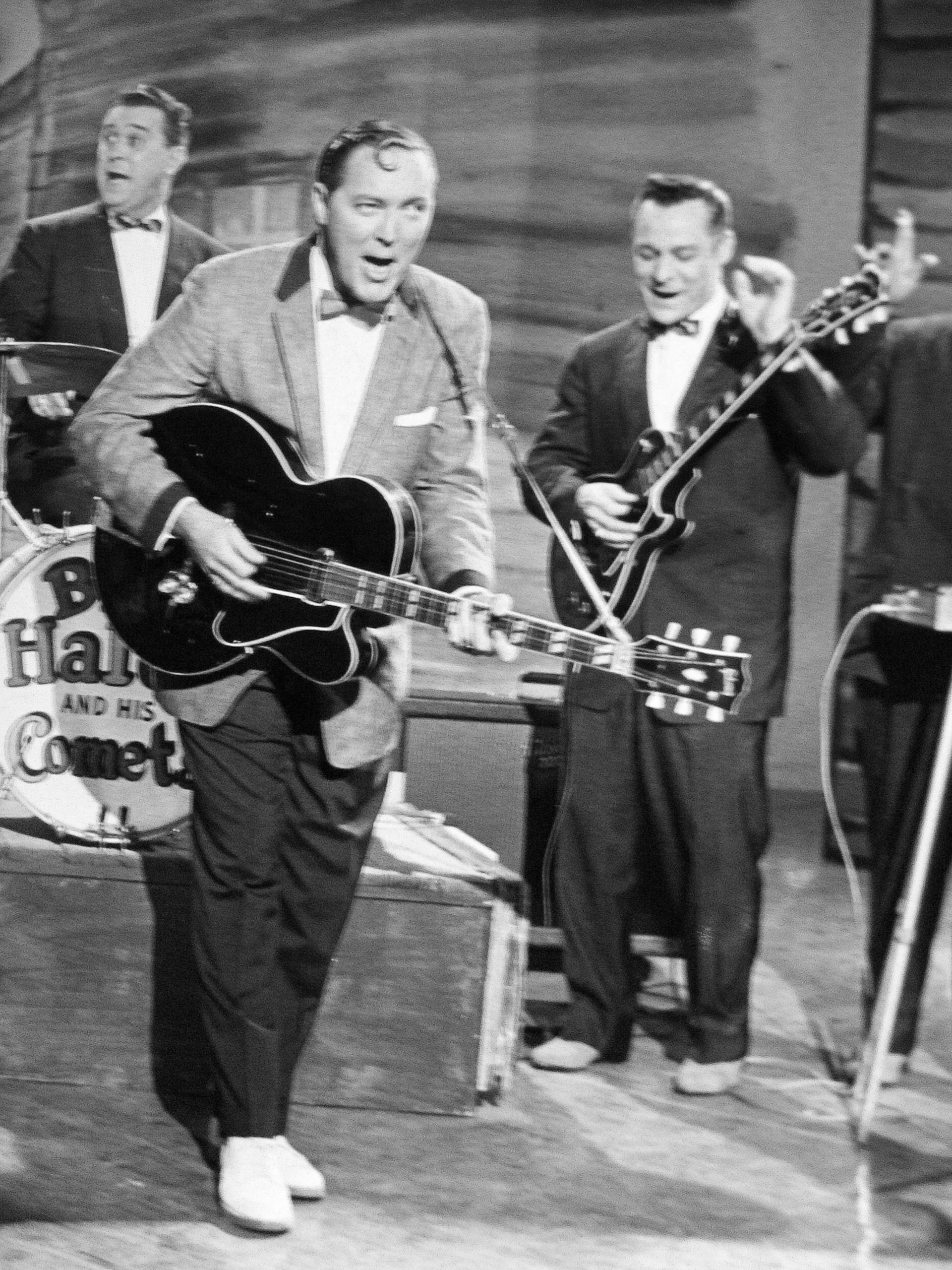
Bill Haley

De optredens van Bill Haley en zijn band in de jaren 1954 tot 1958 in Europa werden als sensationeel ervaren en leidden soms zelfs tot gewelddadigheden. Maar tijdens deze optredens kwam ook het zwakke punt van Haley aan het licht: hij bleek een stuk ouder (30) dan zijn fans hadden verwacht, was licht kalend en had geen sexappeal, zoals de nieuwe ster Elvis Presley. Mede om die reden daalde de populariteit van Haley snel en het lukte hem nooit om na het einde van de rock 'n' roll rage een comeback te maken.
Bill Haley was in de jaren 70 verslaafd aan alcohol. Hij overleed in 1981 aan een hersentumor. In alles overvleugeld door de mythe van Elvis dreigde Haley een voetnoot in de muziekgeschiedenis te worden. Maar in de popliteratuur geldt hij vandaag de dag weer als een van de belangrijkste schakels in het ontstaan van rock 'n' roll, en daarmee van een rebelse jongerencultuur waarop de jaren zestig wortel konden schieten.
In februari 2006 werd door de International Astronomical Union ter gelegenheid van de 25ste herdenking van Haleys sterfdag een planetoïde naar hem genoemd: 79896 Billhaley.

## NPO Radio 2 Top 2000
| Nummers met noteringen in de NPO Radio 2 Top 2000      | '99  | '00  | '01  | '02 | '03 | '04 | '05 | '06  | '07 | '08 | '09  | '10  | '11  |
| ------------------------------------------------------ | ---- | ---- | ---- | --- | --- | --- | --- | ---- | --- | --- | ---- | ---- | ---- |
| Rock Around the Clock (met Bill Haley & His Comets)    | 239  | 516  | 636  | 740 | 660 | 896 | 891 | 1253 | 959 | 906 | 1725 | 1658 | 1686 |
| See You Later, Alligator (met Bill Haley & His Comets) | 1510 | 1795 | 1893 | -   | -   | -   | -   | -    | -   | -   | -    | -    | -    |

1. ↑  Een '-' betekent dat het nummer niet was genoteerd en een vetgedrukt getal geeft de hoogste notering van een nummer aan.
2. ↑  Deze tabel is bijgewerkt tot en met de laatste editie (2024).

- Bibsys: 1073602
- Biblioteca Nacional de España: XX870657
- Bibliothèque nationale de France: cb138949008 (data)
- Gemeinsame Normdatei: 11854506X
- International Standard Name Identifier: 0000 0001 1478 6233
- Library of Congress Control Number: n82162699
- Nationale Bibliotheek van Letland: 000218203
- MusicBrainz: 2c8ddf66-bca7-4ed5-8ef6-b5d55b3fd3ff
- Nationale Bibliotheek van Tsjechië: xx0021156
- Nationale bibliotheek van Australië: 35286472
- Nationale Bibliotheek van Israël: 987007506111205171
- Nationale Bibliotheek van Polen: a0000002905232
- Nationale en Universitaire bibliotheek Zagreb: 000067089
- Nederlandse Thesaurus van Auteursnamen: 071393706
- Réseau des bibliothèques de Suisse occidentale: 02-A013338513
- Istituto Centrale per il Catalogo Unico: TO0V264774
- SNAC: w6x35xr5
- Système universitaire de documentation: 027396134
- Trove: 898055
- Virtual International Authority File: 100254327
- WorldCat: E39PBJkhKphthrhbpcFtcbMByd